# Plastic (film)
Pour plus de détails, voir Fiche technique et Distribution.
Plastic est un film britannico-américain réalisé par Julian Gilbey, sorti en 2014.

## Synopsis
Quatre étudiants anglais ont monté un fructueux système d'escroquerie à la carte bancaire pour arrondir leurs fins de mois. Grâce à des codes piratés, ils achètent des produits sur Internet pour ensuite les revendre auprès d'eux. Un jour, ils arnaquent sans le savoir un truand allemand, Marcel. S'ils ne lui remettent pas deux millions de livres dans les quinze prochains jours, il les tuera. Les quatre amis décident d'organiser un hold-up de bijoux à Miami pour sauver leur vie. 

## Fiche technique
- Titre original et français : Plastic
- Réalisation : Julian Gilbey
- Scénario : Chris Howard, Julian Gilbey et Will Gilbey
- Photographie : Peter Wignall
- Montage : Julian Gilbey et Will Gilbey
- Musique : Chad Hobson
- Production : Sandro Forte, Chris Howard, Daniel Toland et Terry Stone
- Distribution : Paramount Pictures
- Pays d'origine : États-Unis - Royaume-Uni
- Genre : Film de casse
- Date de sortie : 
  - Royaume-Uni : 2 mai 2014
  - France : 18 août 2015 (VOD)

## Distribution
- Ed Speleers (VF : Benjamin Gasquet) : Sam
- Will Poulter (VF : Adrien Larmande) : Fordy
- Alfie Allen (VF : Yannick Blivet) : Yatesy
- Sebastian de Souza : Rafa
- Emma Rigby : Frankie
- Thomas Kretschmann (VF : Boris Rehlinger) : Marcel
- Mem Ferda : Tariq
- Lisa Maffia : Kelly
- Malese Jow : Beth
- Amelle Berrabah : Fionna
- Graham McTavish : Steve Dawson
- Michael Bisping : Kasper
- Charley Palmer Rothwell (en) : Ralph
- Adam Fogerty : Spencer
- Robbie Gee : Mr. X
- Ashley Chin : Dion